# Gliophragma setosum
Gliophragma setosum är en svampart som beskrevs av Subram. & Lodha 1964. Gliophragma setosum ingår i släktet Gliophragma, divisionen sporsäcksvampar och riket svampar.   Inga underarter finns listade i Catalogue of Life.